# HMS Hermes (1898)
Pour les autres navires du même nom, voir HMS Hermes.
Le HMS Hermes est un croiseur protégé de la classe Highflyer de la Royal Navy.

## Histoire
Le Hermes est mis en service au sein de la North America and West Indies Station avec le capitaine Frank Hannam Henderson. Il visite les Bermudes et les Antilles en janvier 1900, et deux mois plus tard arrive à Nassau, aux Bahamas, avec son arbre cassé et ses chaudières endommagées. Remorqué jusqu'en Jamaïque par le HMS Crescent, il subit des réparations dans le chantier naval de Kingston. Il sert de navire amiral de la North America and West Indies Station jusqu'à fin 1901, date à laquelle il rentre au Royaume-Uni pour faire remplacer ses chaudières Belleville gênantes par des chaudières Babcock & Wilcox. Les travaux sont entrepris par Harland and Wolff à Belfast, où il arrive de Devonport en mai 1902, en remorque du navire de service spécial HMS Traveller.
Il est affecté à la Channel Fleet jusqu'en 1905, date à laquelle il est placé dans la réserve de Portsmouth. Le navire est remis en service l'année suivante en tant que navire amiral de l'East Indies Station puis le navire amiral du Commander-in-Chief, Afrique. Le Hermes rentré chez lui en mars 1913 et est placé dans la réserve dans le Commander-in-Chief, The Nore le mois suivant.
Il subit alors des travaux pour accueillir trois hydravions en avril afin d'évaluer l'utilisation des avions à l'appui de la flotte. Son canon de 6 pouces à l'avant est retiré et une plate-forme de lancement à chenilles est installée au-dessus du gaillard à l'avant. Un hangar en toile est mis à l'extrémité arrière des rails pour abriter l'avion des intempéries et un derrick est gréé à partir du mât avant pour soulever l'hydravion de l'eau. Les canons du pont arrière sont retirés pour permettre à un hydravion d'y être rangé dans un autre hangar. Un troisième avion peut également être transporté au milieu du navire, exposé aux éléments. Trois casiers de stockage sont équipés d'une capacité totale de 2 000 gallons impériaux d'essence en bidons.
Le Hermes est remis en service le 7 mai et chargé deux avions le 5 juillet, effectuant neuf vols avant le 14 juillet. Pour les essais, on utilise d'abord un Borel Bo.11 et un Short Folder, mais le Borel est endommagé lors d'une tempête et remplacé par un Caudron G.2 amphibien. Ce dernier avion décolle avec succès alors que le navire est en mouvement le 28 juillet, mais la plate-forme de décollage ne semble avoir été utilisée que deux fois pendant cette période. Au cours des exercices, il simule un Zeppelin de reconnaissance pour la flotte commandée par le vice-amiral John Jellicoe. Le Folder ne peut transporter qu'un petit émetteur sans fil en raison des limites de poids et est lancé pour rechercher des navires ennemis et faire rapport au Hermes qui retransmet son message avec son émetteur plus puissant. L'avion effectue au total une trentaine de vols avant le 6 octobre. Les tests montrent que les aéronefs nécessitent des émetteurs radio puissants pour effectuer utilement la reconnaissance, qu'une utilisation soutenue des aéronefs en mer est possible et que la manipulation des aéronefs à bord des navires et en mer impose leur propre ensemble d'exigences qui ne peuvent pas être satisfaites par des aéronefs terrestres convertis.
Le navire est désarmé le 30 décembre, mais est remis en service le 31 août 1914. Affecté au commandement Nore, il sert pour transporter des avions et des magasins vers la France. Il n'est pas certain que la plate-forme de décollage fût réinstallée. Le 30 octobre, il arrive à Dunkerque avec un chargement d'hydravions. Le lendemain matin, le Hermes entreprend le voyage de retour mais est rappelé, car un sous-marin allemand avait été signalé dans la région. Malgré des zigzags à une vitesse de 13 nœuds, il est torpillé par le U-27 à une distance de 300 yards. Le Hermes coule au large de Ruylingen Bank dans le détroit de Douvres avec la perte de 21 membres de son équipage.
Son épave repose à l'envers à 30 m de profondeur. En janvier 2017, deux plongeurs anglais sont accusés d'avoir omis de déclarer des objets retirés de l'épave du Hermes, en violation du Protection of Military Remains Act 1986.